# Dzwonkówka infułowata

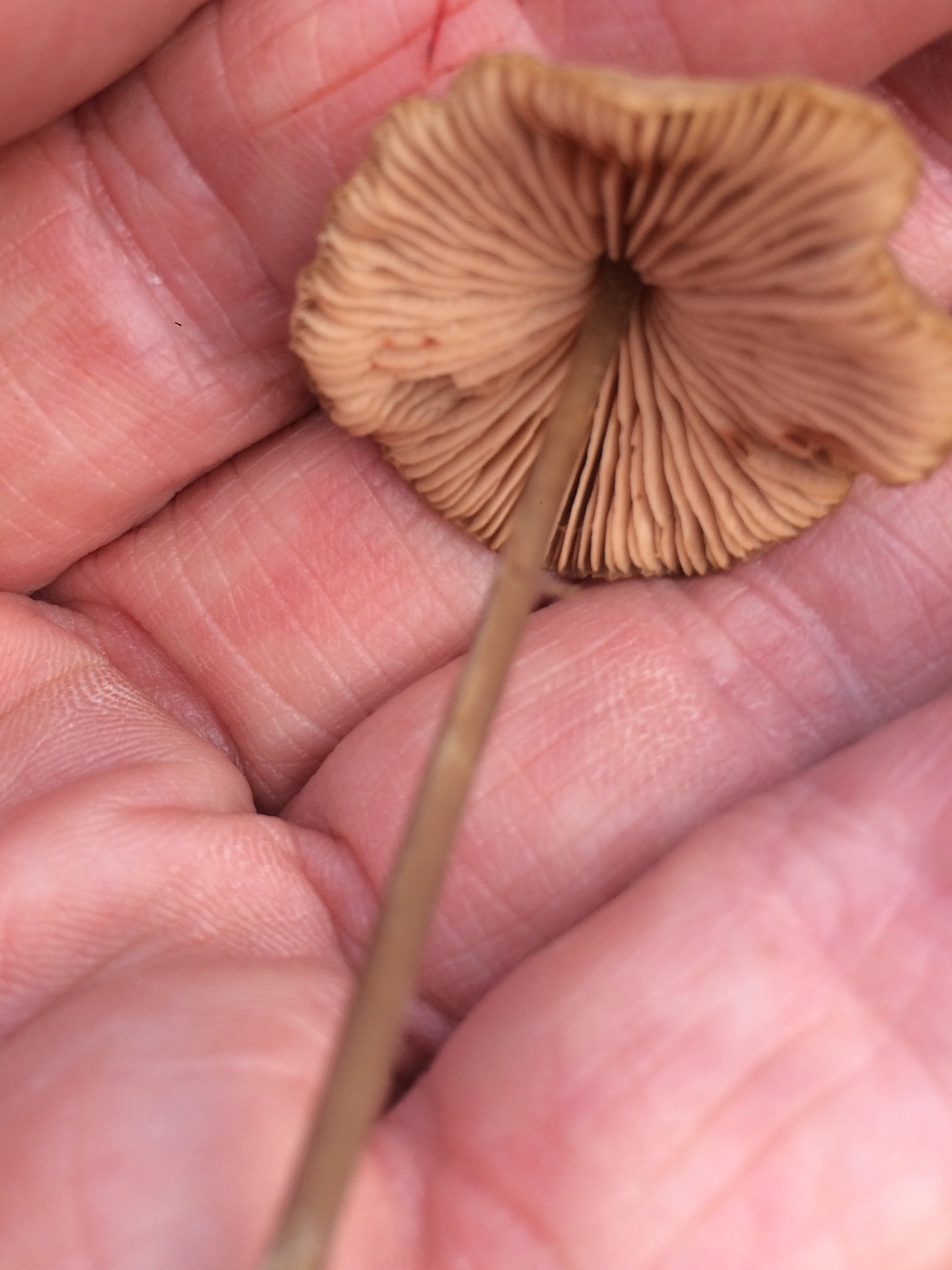

Dzwonkówka infułowata (Entoloma infula (P.D. Orton) Noordel.) – gatunek grzybów z rodziny dzwonkówkowatych (Entolomataceae).

## Systematyka i nazewnictwo
Pozycja w klasyfikacji według Index Fungorum: Entoloma, Entolomataceae, Agaricales, Agaricomycetidae, Agaricomycetes, Agaricomycotina, Basidiomycota, Fungi.
Po raz pierwszy opisał go w 1836 r. Elias Fries, nadając mu nazwę Agaricus infula. W 1980 r. Machiel Evert Noordeloos przeniósł go do rodzaju Entoloma. Niektóre inne synonimy:
- Entoloma chlorinosum Arnolds & Noordel. 1979
- Entoloma infula var. chlorinosum (Arnolds & Noordel.) Noordel. 1992
- Nolanea chlorinosa (Arnolds & Noordel.) P.D. Orton 1991

Polską nazwę zarekomendował w 2003 r. Władysław Wojewoda.

## Morfologia
Kapelusz
Średnica 10–45 mm, początkowo wypukły, potem stożkowato-dzwonkowaty, z wiekiem rozszerzający się do wypukłego, ostatecznie spłaszczony, z silnie falistym brzegiem, zwykle z wyraźnym garbkiem. Jest , higrofaniczny; w stanie wilgotnym ochrowy lub szarobrązowy do sepiowego i półprzezroczyście prążkowany do połowy promienia lub więcej, czasami strefowany; w stanie suchym ochrowoszary, nagi lub nieznacznie promieniście pomarszczony, błyszczący.
Blaszki
W liczbie 18–30, l = (1–) 3–7, gęste, wąsko przyrośnięte do prawie wolnych, brzuchate, początkowo białe, potem różowe bez śladu szarości lub brązu. Ostrza równe, tej samej barwy.
Trzon
Wysokość 17–78 mm, grubość 1,5–53 mm, cylindryczny, czasami rozszerzający się ku podstawie, w kolorze kapelusza lub nieco jaśniejszy od niego. Na szczycie oprószony, niżej nagi i gładki lub pokryty przylegającymi wzdłużnie włókienkami, nieprążkowany, u podstawy biało kutnerowaty.
Miąższ
Błoniasty, zwykle dość twardy, w kolorze powierzchni, części wewnętrzne blade, bez zapachu i o niecharakterystycznym smaku.
Cechy mikroskopowe
Zarodniki 7-10 × 6-7 µm, Q = 1,15-1,5, 1,3 (4-)5-7-kątne w widoku z boku. Podstawki 25-40 × 7,5-14 µm, 4-zarodnikowe, ze sprzążkami. Cystyd brak. Skórka kapelusza zbudowana z promieniście ułożonych, szerokich strzępek o średnicy (2,5-)4-11 µm. Warstwa podskórkowa zwykle dobrze zróżnicowana, zbudowana z nadpęczniałych elementów. Strzępki skórki drobno inkrustowane i dodatkowo z jasnobrązowym wewnątrzkomórkowym pogmentem. Na strzępkach w hymenium obecne sprzążki.
Gatunki podobne
Dzwonkówka infułowata charakteryzuje się stożkowatym kapeluszem, nagim, chrzęstnym trzonem, dość małymi zarodnikami i lekko inkrustowanymi ściankami strzępek,. Dzwonkówka niewielka (Entoloma solstitiale) jest bardzo podobna, ale ma wyraźny pigment wewnątrzkomórkowy.

## Występowanie i siedlisko
W Europie podano liczne stanowiska i jest tutaj szeroko rozprzestrzeniony. Poza Europą występuje w Ameryce Północnej i Południowej, Afryce i Azji. Gatunek rzadki. W Polsce W. Wojewoda w 2003 r. przytoczył 10 stanowisk, w późniejszych latach podano wiele następnych. Najbardziej aktualne stanowiska podaje internetowy atlas grzybów. Znajduje się w nim na liście gatunków zagrożonych i wartych objęcia ochroną.
Grzyb naziemny, prawdopodobnie mykoryzowy. Występuje wśród traw w lasach pod drzewami iglastymi (świerk pospolity, sosna zwyczajna). Owocniki pojedynczo lub w małych grupach na słabo nawożonych trawiastych terenach, zwykle na słabo kwaśnej glebie ubogiej w próchnicę, ale występują również na zasadowej glebie na kserofitycznych terenach trawiastych.